# Caunas (condado)
Nota linguística: confundir grafystė (condado) com apskritis (divisão administrativa)..
Caunas (em lituano: Kauno apskritis) é um condado da Lituânia. Sua capital é a cidade de Caunas.